# ロシュフォール (シャラント＝マリティーム県)
ロシュフォール （Rochefort）は、フランス、ヌーヴェル＝アキテーヌ地域圏、シャラント＝マリティーム県のコミューン。ロシュフォール＝シュル＝メール（Rochefort-sur-Mer）とも呼ばれる。
シャラント川右岸にコミューン全体が広がるロシュフォールは、17世紀につくられた新都市である。

## 歴史

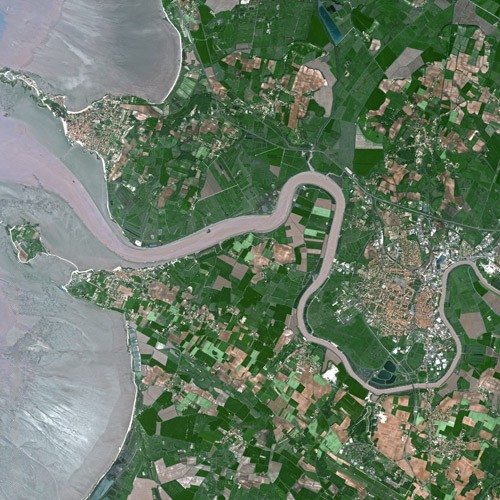
衛星写真。

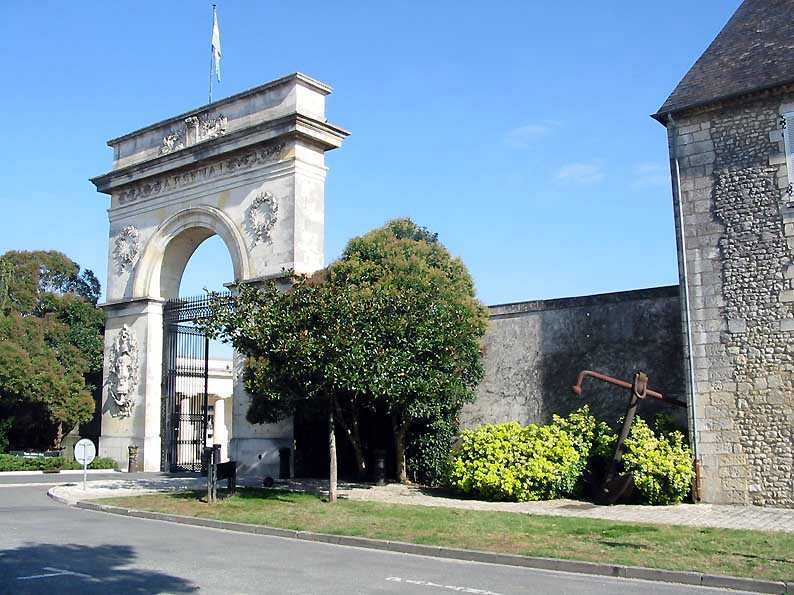
ロシュフォール工廠の門

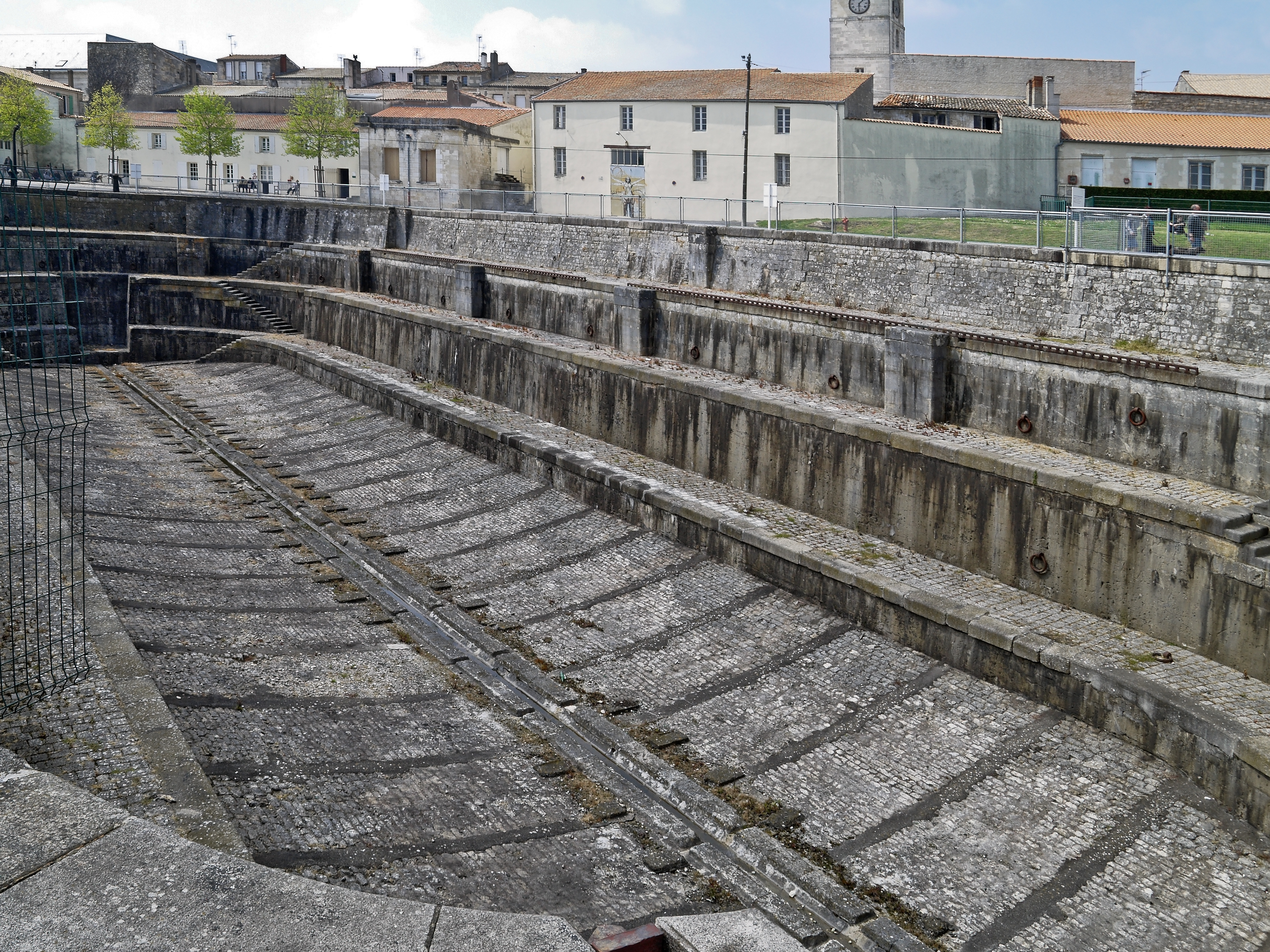
17世紀につくられた乾ドック

ロシュフォールの地は、オニス、サントンジュの海岸およびシャラント川の防衛線の一部を成していた。ロシュフォール城はシャラント川の湾曲部から明らかに孤立していた。
13世紀までこの地の領主はロシュフォール家であった。イングランド王国領との自然の境界とみなされていたこの土地は、フィリップ4世へ売り渡された。1360年のブレティニー条約でエドワード3世の手に渡ったが、1372年にシャルル5世が奪い返した。1462年まで王領であったが、その後トレモイユ家に渡った。1537年に再び王領となり、1599年にアンリ4世がロシュフォールの地を小領主で王の寝室付き係であったアドリアン・ド・ローゼールへ売却した。彼の一族が、1665年まで領主であった。
1660年頃、リシュリュー枢機卿によって創設されたフランス王国海軍は装備が貧弱で、海を渡る能力のある船はわずかであった。ルイ14世はシャルル・コルベール・ド・テロンに、海軍工廠を収容するだけの規模の、『避難、防衛、武器調達のできる』場所を大西洋岸に見つけるよう命じた。海岸を数年にわたり調査した後、1665年にロシュフォールが選ばれた。それは以下の理由からであった。
- 海から20マイルほど内陸のシャラント河岸にあり、海上からの攻撃から防御が保証できる
- 周囲を湿地で囲まれているため、陸からの攻撃に対して防衛が可能
- サントンジュは塩や木材など資源が豊富である

ルイ14世の命令により1666年、艦船を収容できる軍事工廠をつくるためロシュフォール城の遺構は全壊された。工廠ができると、工房や商店ができた。コルベール・ド・テロン指揮のもと都市は急速に成長し、1688年から1710年までのミシェル・ベゴンが監督官を務めた時期には造船が非常に速いペースで行われた（1692年まで49隻だったのが、全体でおよそ350隻になった）。
1677年、成長する人口に合わせてトンネ＝シャラントから木製のパイプを用いて水が引かれた。
王国からの支払いは非常に悪く、賃金の支払いが数ヶ月待たされることもあった。労働者が蜂起して仕事を中断し、監督官船を取り囲むこともあった。1777年、ロシュフォール監獄が完成した。この刑務所は王国内にあるトゥーロン、ブレストの刑務所と並ぶ三大刑務所となった。この刑務所にいる囚人は死刑を宣告された者たちだった。1854年に刑務所は閉鎖された。
1788年の不作によって食糧危機が起こり、1789年4月にパン焼き職人たちがロシュフォールを略奪した。海軍士官の大半は依然として王党派であり、恐怖政治は特に苛烈を極めた。19人の海軍士官を含む52人がギロチンで処刑された。
1926年、海軍工廠が閉鎖されると衰退が急速にやってきた。造船、武器保管庫、軍事裁判所は他所へ移動した。

## 観光
- コルドゥリー・ロワイヤル（Corderie royale）を始めとするロシュフォール工廠（Arsenal de Rochefort）
- 『ロシュフォールの恋人たち』にも登場するコルベール広場（Place Colbert）
- ピーエル・ロティの家（Maison de Pierre Loti）（2022年現在工事中）
- エーブル美術館（Musée Hèbre）

## 出身者
- ピエール・ロティ - 作家
- モーリス・メルロー＝ポンティ - 哲学者
- ダビド・スルトゥサ - サッカー選手

## 姉妹都市
- トレラベーガ、スペイン
- パペンブルク、ドイツ
- バートン・アポン・トレント、イギリス